# ミッドナイト・バス
『ミッドナイト・バス』は日本の作家・伊吹有喜の小説、およびそれを原作とした映画。

## 概要
別れた妻と恋人の間で揺れる高速バス運転士と、離れ離れになった家族の「再生」を描く。
別册文藝春秋297号から305号にかけて掲載された。
2014年第27回山本周五郎賞候補、第151回直木三十五賞候補。

## 登場人物
高宮 利一
主人公。新潟近郊の「美越市」に拠点を置く「白鳥（しらとり）交通」の、新潟・東京間を中心に運行する高速バスの運転士。以前は東京の不動産開発会社に勤めていたが、郷里の美越に戻り運転士に転じた。
学生時代の後輩であった美雪が身籠ったため若くして結婚し、怜司、彩菜をもうけるが、自身の母と美雪の不仲が原因で離婚。現在は東京で料理店を営む志穂と交際している。
名前の本来の読みは「トシカズ」であるが、長身で手足が長いこともあって周囲からは「リイチ」と呼ばれ、「ハクチョウさん」とあだ名される勤務先同様に正式名で呼ばれることはほとんどない。
加賀 美雪
利一の元妻。再婚して加賀姓となり、現在は東京で夫と子供の三人暮らし。
更年期障害に悩まされながらも、父である敬三の看護のため度々新潟に帰省するが、乗車した夜行高速バスで16年ぶりに利一と再会する。
古井 志穂
利一の交際相手で、東京で母から継いだ料理店を営む。結婚・離婚歴がある。
父は利一のかつての勤め先の上司で、利一とは当時から面識があった。利一を一途に想い続けている。
高宮 怜司
利一、美雪の息子で、彩菜の兄。父親ゆずりの長身の体躯と、鋭い観察眼の持ち主。腰から背中にかけての皮膚疾患に悩まされている。
東京で就職していたが勤め先を辞め、実家に戻ってくる。
高宮 彩菜
利一、美雪の娘で、怜司の妹。交際相手の雅也とは結婚を控えている。
絵里花、沙智子とともにアイドルユニット「マジカルワンダー娘（ガールズ）」を結成し、同名のウェブコンテンツとグッズショップを運営しながら新潟市内でルームシェアをして暮らしているが、度々実家に戻ってくる。
両親の離婚の経緯で、母に捨てられたと思いこみ、美雪に対する印象は良くない。
山辺 敬三
美雪の父で、怜司、彩菜らの祖父。利一のかつての義父でもある。
妻に先立たれ、一人暮らしをしていたが持ち家を手放し、マンションに移った直後に事故に遭い入院。
時折認知症の症候がみられるものの、利一に対し自らと重ね合わせて家族や父親としての存在を説く。
佐藤 孝弘
白鳥交通のバス運転士で、利一の同僚。人相を見るのに長けている。
長谷川 巌
白鳥交通のバス運転士で、利一の同僚。前職は国語教師。
植田 絵里花
「マジカルワンダー娘（ガールズ）」のメンバーで、クリエイター志望。彩菜らとシェアハウスに住んでいる。母親がアフリカ系フランス人のダブル。普段の一人称は「ワシ」。
体格が良く、初見で彩菜の婚約者と誤認した怜司に警戒されるが、すぐに打ち解け意気投合する。
木村 沙智子
「マジカルワンダー娘（ガールズ）」のメンバーで、漫画家志望。彩菜らとシェアハウスに住んでいる。
実家は寺で、彩菜とは中学時代からのクラスメート。
大島 雅也
彩菜の交際相手で、税理士。仕事はそつなくこなすが、何事につけ彩菜にリードされるのを好む。
江崎 大輔
往年の人気アイドル、ロックバンドのボーカリストで、利一もその名を知るほど。現在は音楽の専門学校で講師を務めるかたわら、ソロ歌手として全国各地でミニライブを行う。
怜司、彩菜ら「マジカルワンダー娘（ガールズ）」に大きな影響を与える。

## 映画
新潟日報創業140周年記念事業として、ストラーダフィルムズと新潟日報社が共同で製作。監督は竹下昌男、主演は原田泰造。
2018年1月20日に新潟県で先行公開、同年1月27日日本全国で公開。第30回東京国際映画祭特別招待作品。

### あらすじ（映画版）
高速バスの運転士をする高宮利一は、新潟と東京をバスで行き来しながら東京の恋人・古井志穂と交際している。利一は数年前に妻・美雪と離婚し、長男・怜司と長女・彩菜はそれぞれ仕事を見つけて家を出たため一軒家で一人暮らしをしていた。そこに怜司が「仕事を辞めてマンションも引き払った」と突然帰ってきて、利一は息子と2人暮らしとなる。時々実家に帰ってくる彩菜は利一たちの前では明るく振る舞っていたが、自分たちを捨てた美雪のことを今でも許せずにいた。
そんな中利一は、東京から高速バスに乗ってきた美雪と再会し、勤務明けに新潟で久しぶりに2人で会話をする。利一は美雪から、売りに出した実家の手入れや入院中の彼女の父・山辺敬三の世話をしに時々新潟に来るようになったことを知る。美雪は怜司と彩菜の近況を聞いた後、更年期で体調が芳しくない自身を気遣う利一に「私のことは大丈夫」と言ってその場を後にする。利一は志穂のことを愛していたが、本音を語るのが苦手な彼は2人の今後に答えを出せないまま、彼女との交際を続ける。
彩菜から「恋人との結婚が決まりそう」と告げられた利一は、嫁入り支度について無知なことから電話で美雪に相談する。利一は美雪に結婚の着物を準備してもらう代わりに、時々怜司と共に実家の手入れと入院中の山辺の世話をするようになる。ある日彩菜が怜司に付き添って山辺を見舞うが、後から利一と来た美雪に意図せず再会して怒って帰ってしまう。彩菜から拒絶された美雪はショックを受けるが、娘のために用意した着物を利一の自宅で彼に託す。
しかしそこに偶然志穂が来てしまい、利一は慌てて美雪のことを説明するが志穂は気まずくなって帰ってしまう。電話に出なくなった志穂に会いに東京に訪れた利一は、彼女の今後を考えて関係にピリオドを打つことを告げる。後日山辺が東京の施設で暮らすことになり、利一は思い出作りに義父を含めた“家族”旅行に行くことを提案する。山辺を除いた利一たち“家族”4人で話し合うが彩菜が美雪に不快感を示し、怜司から当時の母の辛い状況を告げられるが彩菜は納得できない。
利一は美雪から託された着物を半ば強引に彩菜に渡した後、怜司、美雪、山辺の4人で泊りがけの旅行に出かける。すると翌朝、宿泊したホテルに改心し美雪からもらった着物を着た彩菜が現れると、母と和解して皆で家族写真を撮る。その後美雪は実家を売って山辺と新潟を後にし、彩菜と怜司も新たな目標を見つけ利一の前から旅立っていく。それぞれの旅立ちを見届けた利一は幸せについて自問すると、志穂に別れを告げたことは間違いだと気づき、彼女のもとに向かい思いの丈を告げるのだった。

### キャスト
高宮利一（りいち）
演 - 原田泰造
白鳥交通の高速バスの運転士。バスを運転する時はメガネを着用。プライベートでは軽自動車に乗っている。美雪との離婚後、怜司と彩菜を引き取って育てた。穏やかな性格で周りの人への気遣いができる一方、肝心なことは話さないタイプで周りの人から恋愛話などプライベートなことを根掘り葉掘り聞かれるのが苦手。一人暮らしの期間が長いため料理などの家事はできる。
加賀美雪（旧姓・山辺）
演 - 山本未來
利一の元妻。子供と東京で暮らし、夫は福岡市博多区に単身赴任中。現在は入院中の父・敬三の世話をしたり、売りに出した実家が劣化しないように風を通したり庭の手入れなどをしに時々東京から新潟に通っている。更年期障害で時々めまいを起こしたり、ちょっとしたことで感情が抑えられず涙することがある。離婚により怜司と彩菜を置いて家を出たことに負い目を感じている。何か問題が起こっても自分だけで解決しようとする所がある。
古井志穂
演 - 小西真奈美
利一の恋人。30代後半。東京大田区の大森駅近くに住んでいる。創作料理店「居古井」(いこい)を経営し、“おいで”と名付けた柴犬らしき犬を飼っている。離婚歴があり、前夫が結婚指輪をしない主義だったこともあり自身も指輪をほとんど付けずに夫婦生活を送っていた。作中では主に和食を作っているが、過去にフランス料理を学んだこともある。利一と結ばれることに淡い期待を持ちながらも、結婚を迫って関係が壊れるぐらいなら現状維持でいいと思っている。
高宮怜司
演 - 七瀬公
利一の息子。20代の若者。理系の大学院卒業後、東京のIT企業で働きながら一人暮らししていたが冒頭で実家に戻ってくる。背中辺りに皮膚疾患があるがストレスによるものかアレルギー体質なのかは不明。利一によると以前より口数が増えたが、父に似て自分のことになると肝心なことは話さない。敬三から「優しい性格だが空回りすることがある」と評されている。その後アイドル活動をする彩菜たちのグッズの箱詰めや発送作業を手伝うようになり、彼女たちから“兄(にい)にゃん”と呼ばれる。
高宮彩菜
演 - 葵わかな
利一の娘。怜司の妹。20代前半ぐらい。アイドルユニット「マジカルワンダー娘」として活動している。アイドル活動は“あやにゃん”の名前でコスプレし、明るいキャラ設定でいくつかのお決まりのフレーズを使って会話している。普段は兄思いな性格だが、気が強い所があり嫌な相手には面と向かって嫌味を言ったり激しく感情を露わにすることもある。内心、利一の肝心なことを言わない性格に不満を持っている。
大島雅也
演 - 遠藤雄弥
彩菜の恋人。高宮家に初めて訪れる時に事前に彩菜には「1人で行く」と言っていたのに両親と一緒に来たり、両家の食事の席ではあまり話さないなど男として頼りない人物。
大島恵美子
演 - 渡辺真起子
雅也の母。詮索好きな性格でお高くとまった言動をしており、高宮家と大島家の初顔合わせの食事の席で利一たちの学歴や仕事、元妻のことなど色々と聞き出そうとする。
大島達也
演 - 遠山俊也
雅也の父。利一とはたまたま同じ大学出身だが学部は別で、高宮家との食事で「高宮さんの学部はうちの大学の最難関学部で偏差値は俺の学部よりはるか上」と妻たちに教える。少々ガサツな物言いをする。
佐藤孝弘
演 - マギー（俳優）
新潟在住で利一の同僚。利一のことを「りいっちゃん」と呼んでいる。ある日の東京での勤務終わりに利一が女性(志穂)と車に乗っているのを目撃し、後日彼の前でそのことを茶化す。
長谷川巌
演 - 佐藤恒治
新潟在住で利一の先輩社員。利一や孝弘から「先生」と呼ばれている。孝弘が上記の目撃話で利一と楽しそうに会話しているのを聞いて、「私くらいの年になると恋愛事はない」と嘆く。
植田絵里花
演 - 舞川みやこ（ディア☆）
「マジカルワンダー娘」のメンバー。
木村沙智子
演 - 長谷川玲奈（NGT48）
「マジカルワンダー娘」のメンバー。愛称は、さーにゃん。
山辺敬三
演 - 長塚京三
美雪の父。怜司と彩菜の祖父。数日前に自転車との事故に遭って骨折して入院中で、時々美雪の世話を受けている。入院生活の影響で、親族の名前を間違える意識障害を起こしている。ある日見舞いに来た利一に、家族で海を渡る白鳥になぞらえて家族というものについて話をする。

### スタッフ
- 原作：伊吹有喜「ミッドナイト・バス」（文春文庫 刊）
- 監督：竹下昌男
- 脚本：加藤正人
- 音楽：川井郁子
- 主題曲：川井郁子「ミッドナイト・ロード」
- プロデュース：本間英行、遠藤日登思
- 制作協力：アミューズ
- 配給・宣伝：アークエンターテインメント
- 制作プロダクション：ストラーダフィルムズ
- 製作：ストラーダフィルムズ・新潟日報社

### エピソードなど
- 竹下昌男監督は大分県の出身ながら、2011年に大林宣彦監督の監督補佐として『この空の花 長岡花火物語』の制作に参加し、そのころから新潟を舞台に映画を撮りたいと構想していた[5]。「新潟でやることの必然性があるものを企画をしたい」と考えていたとき、伊吹有喜の原作を読んだ。一緒にやろうとしていた東京の会社が、最初の打ち合わせで降り、悩んだ結果、自分で企画書を作り、出版社に売り込んだ[5]。
- 監督の竹下、主演の原田は、「ジャンプ」（2004年）以来13年ぶりの監督・主演の組み合わせである[5]。
- 主演の原田は、監督の竹下の指示で大型自動車の免許を取得して撮影に臨んだ。劇中の高速バス運転シーンは原田自身の運転によるものである[6]。
- 出演者のうち、遠山（新潟市）[7]、長谷川（胎内市）[8]の両名は作品の舞台である新潟県の出身であり、特に遠山は公式サイト内キャスト欄[9]で新潟出身であることが強調されている。
- 音楽を担当した川井は、テーマ曲のほか、劇中のアイドルユニット「マジカルワンダー娘（ガールズ）」が歌う楽曲の作曲も手掛けた。[10]
- 撮影の大部分が、原作の舞台である新潟県内で行われた[注釈 3]。